# Koga Michiteru
Koga Michiteru (久我通光, [[[1187]] - 1248] Erro: {{japonês}}: texto da transliteração contém caractere não latino (pos 19) (ajuda), também conhecido como Minamoto no Michiteru), foi um nobre da Corte do início do período Kamakura da história do Japão.

## Vida
Michiteru era o terceiro filho de Minamoto no Michichica. Sua irmã mais nova (de pai diferente) Minamoto no Zaishi filha de Shomei Mon In mãe do Imperador Tsuchimikado. 
Michiteru se casou com uma das filhas do Príncipe Masanari e foi pai de Koga Michihira , Koga Michitada, Koga Nobumichi, Koga Michiyoshi, Koga Masamitsu, além de Rokujō Michiari e Shikiken Mon In no Mikushige. Foi o quinto líder do clã Koga e é considerado como um dos novos trinta e seis imortais da poesia.
Ingressou na corte imperial em 1188. Com a morte de seu pai, no final de 1202, se tornou um importante vassalo do aposentado Imperador Go-Toba. Em 1205 foi nomeado Chūnagon. Por 1218 é promovido a Dainagon e em 1219 foi nomeado Naidaijin.
Na Guerra Jōkyū (1221) lutou ao lado das forças imperiais lideradas pelo Imperador Go-Toba, e teve que renunciar aos cargos no Shogunato Kamakura. Após o conflito, viajou secretamente para a Província de Oki para servir ao Imperador Go-Toba, que foi exilado. Após a ascensão do Imperador Go-Saga em 1242, que era seu sobrinho, recuperou sua influência na Corte, conspirou contra seu irmão Tsuchimikado Sadamichi e em 1246 se tornou Daijō Daijin, uma posição que ocupou até sua morte em 1248.
Como poeta waka, participou de inúmeras competições em 1201, 1202, 1203, 1204, 1206, 1216, 1217, 1219, 1236 e 1247. Era muito ativo nos círculos poéticos patrocinados pelo Imperador Juntoku, no entanto, após a Guerra Jōkyū decidiu deixar as atividades poéticas e não retomar até seus últimos anos de vida. Vários de seus poemas foram incluídos na antologia imperial Wakashū Shin Kokin. Ele também era conhecido por sua maestria em tocar Biwa.
Um de seus descendentes seu neto Fujiwara no Arifussa (1251 - 1319) lhe fez um Eigu em sua homenagem em 1305.
| Precedido por Minamoto no Michichica | -- 5º Líder dos Koga (1202 - 1148) | Sucedido por Koga Michihira       |
| Precedido por Saionji Saneuji        | 46º Daijō Daijin (1246 - 1148)     | Sucedido por Takatsukasa Kanehira |
| Precedido por Konoe Iemichi          | 57º Naidaijin (1219 - 1221)        | Sucedido por Saionji Kintsune     |